# Spogostylum karavaievi
Spogostylum karavaievi är en tvåvingeart som först beskrevs av Paramonov 1924.  Spogostylum karavaievi ingår i släktet Spogostylum och familjen svävflugor. Inga underarter finns listade i Catalogue of Life.